# Hanns-Peter Baron Thyssen-Bornemissza von Kaszon
Hanns-Peter Baron Thyssen-Bornemissza von Kaszon (* 1. Juli 1941 in Dresden) ist ein Journalist, Unternehmer und Kunstsammler, der vor allem unter dem Publikationsnamen Hanns-Peter Rosellen als Autor von Auto-Büchern bekannt geworden ist.

## Leben
Nach Schulbesuch in Düsseldorf-Lohausen und Waldbröl, einer Ausbildung zum Technischen Zeichner und Besuch einer Fotoschule in Hamburg machte Hanns-Peter Thyssen-Bornemissza ein Kamera-Volontariat beim Westdeutschen Rundfunk. Seiner anschließenden Tätigkeit als Kamera-Assistent folgte ein journalistisches Volontariat bei der Deutschen Auto-Zeitung, dort wurde er später Redakteur. 1975 wurde er Redakteur bei der Tageszeitung Die Welt, 1977 Reise-Redakteur bei der Welt am Sonntag, wo er später das Motor-Ressort übernahm. Mit dieser Funktion wechselte er 1979 zur Illustrierten Bunte und 1981 zurück zur Bonner Tageszeitung Die Welt. Von 1982 bis 1997 war er bei der Bunten geschäftsführender Redakteur.
Seine zunächst nur hobbymäßig ausgeübte Autoleidenschaft führte zu einer umfangreichen Sammlung zumeist seltener Autos. Viele Konstrukteure „deutscher Nachkriegs-Mobile“ wurden von ihm persönlich befragt. Diese umfangreichen Recherchen führten zur ersten ausführlichen geschlossenen Darstellung über deutsche Kleinwagen nach 1945. Sie ist 1977 im Bleicher- und zugleich im  Motorbuch-Verlag unter dem Titel „Deutsche Kleinwagen nach 1945, geliebt, gelobt und unvergessen…“ erschienen und wurde danach mehrmals überarbeitet und neu aufgelegt. 
Weitere seiner Bücher widmen sich Autos der Marken BMW, Veritas, Glas, Ford und NSU.

## Auszeichnungen
- 1962: Deutscher Jugend-Photopreis
- 1963: 3. Preis Kurzfilmtage Oberhausen
- 1976: Christophorus-Autorenpreis[2]

## Veröffentlichungen (Auswahl)

### Als Hanns Peter Rosellen
- BMW: Portrait einer grossen Marke, Bleicher, Gerlingen 1973, ISBN 3-921097-12-6.
- Deutsche Kleinwagen nach 1945: geliebt, gelobt und unvergessen, Weltbild, Augsburg 1991 (Erstausgabe Bleicher, Gerlingen / Motorbuch Stuttgart 1977), ISBN 3-89350-040-5.
- Das weiss-blaue Wunder: BMW – Geschichte und Typen, Seewald, Stuttgart 1983, ISBN 3-512-00650-7; Prisma, Gütersloh 1987, ISBN 3-570-09984-4.
- NSU-Prinz - Die Prinzen-Garde. Die Automobile der  Motorrad-Marke NSU, Schrader-Verlag, 1998, ISBN 3-613-87179-3
- Vom Goggomobil zum Glas V8. Zyklam-Verlag Frankfurt, ISBN 3-88767-075-2
- Die Veritas-Story,   Chronik der deutschen Rennwagen-Marke Veritas, Motorbuch-Verlag, 1983, ISBN 3-87943-923-0

### Als Hanns-Peter Baron Thyssen-Bornemissza
- Deutsche Kleinwagen: 1945–1974, Motorbuch, Stuttgart 2012, ISBN 978-3-613-03463-1, Seite 86, Inhaltsverzeichnis, Inhaltstext
- Autos, die Geschichte machten: Goggomobil, Motorbuch-Verlag, 1994, ISBN 3-613-01583-8
- Die große Enzyklopädie der kleinen Automobile, Europäische Kleinwagen von 1945-1955,  Zyklam-Verlag, 1989, ISBN 3-88767-101-5
- Europäische Kleinwagen, Rabenstein-Verlag, 1996, ISBN 3-9297 12-03-2